# Проста смрт
Проста смрт (рус. Простая смерть) је совјетска драма из 1985. године у режији Александра Кајдановског. Приказана је у секцији Одређени поглед на Канском фестивалу 1987. године. 

## Улоге
- Валериј Приомиков као Иван Иљич (Александар Кајдановски позајмио глас)
- Алиса Фрајндлих као Прасковиа Фјодоровна, супруга Ивана Иљича
- Витаутас Пауксте, лекар Михаил Данилович
- Михаил Данилов као наратор
- Карина Моритс као Лиза
- Е. Смирнов
- Тамара Тимофејева као дадиља
- Станислав Чуркин као свештеник
- Анатоли Кудолејев као Пјотр
- А. Буквалов
- Владимир Старостин
- Јуриј Серов